# Sostruzione
Una sostruzione è un insieme di elementi che hanno la funzione di sostenere la struttura o l'infrastruttura vera e propria, che vi si trova al di sopra, attraverso la realizzazione di una base di appoggio in genere piana.

## Concetto di sostruzione
La sostruzione serve a creare una base di appoggio per una struttura che non può poggiare direttamente sul terreno, o per la natura del terreno stesso o per la natura della costruzione. La sostruzione non va confusa con la fondazione: quest'ultima, infatti, è relativa alla struttura portante di un edificio, e si riferisce solo agli edifici e alla loro parte strutturale. La sostruzione, invece, è un concetto più ampio, non legato soltanto agli edifici ma anche alle infrastrutture: è una sostruzione la massicciata che sostiene una ferrovia o una strada; lo è anche un muro di sostegno e il terreno che contiene, se serve a creare un piano di appoggio per un giardino o una strada (il solo muro di sostegno non è una sostruzione: il muro più la terra, che creano una superficie piana, invece sì).
La sostruzione, in linea generale, è un insieme di elementi (ad es. il muro di sostegno e la terra sostenuta) che serve ad ottenere una superficie, in genere piana, adatta a sostenere una qualsiasi attività o struttura superiore (un giardino, una strada, delle coltivazioni come il terrazzamento).
La fondazione, invece, è un concetto, come accennato, legato esclusivamente all'edificio compiuto, e legato sostanzialmente al comportamento statico della struttura. Una sostruzione non partecipa (se non in casi particolari di commistione tra sostruzione e fondazione) alla statica dell'edificio se non in modo indiretto (come, ad esempio, muro di sostegno del terreno, appunto).
Anche un ponte è una sostruzione, perché è una struttura che serve a creare una base d'appoggio per una strada, una ferrovia o un acquedotto: tuttavia, per la complessità e l'impatto visivo della costruzione tendiamo ad identificare queste opere complesse con il loro nome proprio (ponte, acquedotto) e non con il nome del loro ruolo strutturale.

## Storia
il concetto di sostruzione è molto antico nella cultura: i terrazzamenti, per esempio, si trovano sia nella Cina di due millenni fa, sia nelle città azteche dell'America Centrale precolombiana. Tali sostruzioni avevano lo stesso ruolo che noi diamo loro oggi: sostenere una strada, creare delle superfici piane per le coltivazioni (in Cina per le risaie in particolare), sostenere il terreno per evitare smottamento.
I popoli del nord Europa e quelli delle aree paludose di Europa ed Asia utilizzavano palificazioni in legno per contenere il terreno asciutto, o creavano delle piastre in legno sorrette su palizzate per creare strade e piazze rialzate rispetto alla palude o al permafrost.

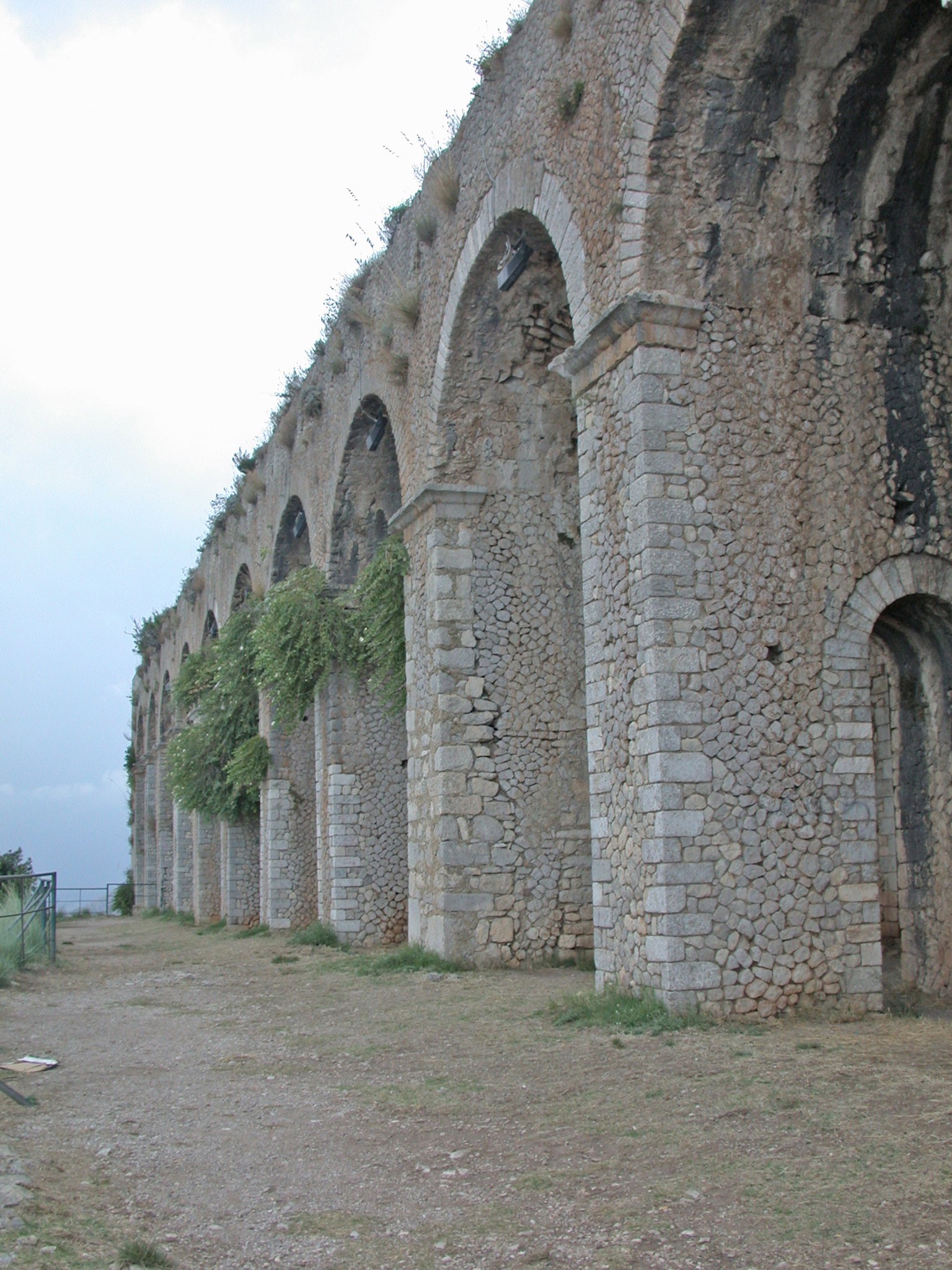
La sostruzione del tempio di Giove a Terracina

Naturalmente anche i Romani, quali eccezionali costruttori, conoscevano bene la sostruzione, e addirittura erano soliti costruire delle vere e proprie strutture solo per ottenere un piano dove edificare un tempio (ad es. il tempio di Giove Anxur a Terracina, dove le sostruzioni sono ancora perfettamente visibili anche da lontano) o una villa. Essi usavano creare una serie di volte a botte parallele da riempirsi eventualmente con della terra o da lasciare cave come magazzini o cantine e, sull'estradosso, realizzavano una pavimentazione piana per ottenere anch'essi strade, piazze ed edifici (che, a volte, sfruttavano la stessa sostruzione come fondamenta, in uno dei casi di commistione tra i due concetti).
A Venezia, nel Medioevo e nel Rinascimento, si usava realizzare  piastre palificate, ossia piani di appoggio realizzati esclusivamente da pali in legno piantati nel terreno acquitrinoso: tale struttura serviva sia da sostruzione per le strade e le piazze, sia da fondamenta per le case.
La tecnica romana delle volte a botte fu utilizzata molto durante l'Ottocento per la realizzazione delle ferrovie di tutto il mondo.

## Materiali e tecniche
Le sostruzioni possono essere fatte di moltissimi materiali diversi in funzione alla tecnica utilizzata.
Si hanno sostruzioni in pietra o in mattoni per la tecnica romana delle volte;
sostruzioni in acciaio, pietra, mattoni, legno, cemento o calcestruzzo armato per i ponti;
sostruzioni in pietra, mattoni, cemento o calcestruzzo armato per i muri di sostegno e per i muri dei terrazzamenti;
sostruzioni in pietra, mattoni o terra per la sostruzione delle massicciate di strade e ferrovie.
Ad ogni materiale corrisponde la tecnologia costruttiva relativa.
La terra, usata per realizzare le sostruzioni di strade e ferrovie, in genere viene utilizzata con la tecnica della terra armata, pratica relativamente recente.